# تائیکی اوچیکوشی
تائیکی اوچیکوشی (ژاپنی: 打越 大樹؛ زادهٔ ۱۲ مهٔ ۱۹۹۶) یک بازیکن فوتبال اهل ژاپن است.
از باشگاه‌هایی که در آن بازی کرده‌است می‌توان به باشگاه فوتبال گراونز کیتاکیوشو اشاره کرد.